# Острецовская
Острецовская — деревня в Харовском районе Вологодской области.
Входит в состав Азлецкого сельского поселения, с точки зрения административно-территориального деления — в Азлецкий сельсовет.
Расстояние по автодороге до районного центра Харовска — 54,5 км, до центра муниципального образования Поповки — 0,5 км. Ближайшие населённые пункты — Купаиха, Поповка, Когариха, Истомиха, Сергеиха, Засухино.
По переписи 2002 года население — 28 человек (12 мужчин, 16 женщин). Преобладающая национальность — русские (96 %).